# Myrmanu nubilis
Espèce
Synonymes
- Myrmarachne nubilis Wanless, 1978

Myrmanu nubilis est une espèce d'araignées aranéomorphes de la famille des Salticidae.

## Distribution
Cette espèce est endémique de Madagascar.

## Description
Les femelles mesurent de 4,64 à 4,88 mm. Cette araignée est myrmécomorphe.

## Publication originale
- Wanless, 1978 : A revision of the spider genera Belippo and Myrmarachne (Araneae: Salticidae) in the Ethiopian region. Bulletin of the British Museum of Natural History (Zool.), vol. 33, p. 1-139 (texte intégral).